# Aníbal Gabriel Paz
Aníbal Paz (8 de octubre de 2002; San Pablo, Tucumán, Argentina) es un futbolista argentino que juega como mediocampista en San Martín de Tucumán, de la Primera Nacional.

## Trayectoria
Aníbal Paz comenzó su trayectoria futbolística jugando en diferentes clubes de la Liga Tucumana de Fútbol, y tuvo un paso destacado por San Pablo, con los cuales ganaron la primera edición de la Copa Provincia de Tucumán, en la cual fue goleador del certamen con 10 goles, y donde pudo hacer su debut en una competición profesional, al disputar el Torneo Regional Federal Amateur 2023-24, jugando 12 partidos, en donde anotó 1 gol y repartió 2 asistencias.
En 2025, realizó una prueba en San Martín de Tucumán, donde quedó seleccionado, firmando un contrato por tres años y pasando a formar parte del plantel que disputará el Campeonato de Primera Nacional 2025, debutando con su nuevo equipo el 26 de abril, en la victoria 1 a 0 frente Arsenal de Sarandí, por la fecha 12 del campeonato de ascenso.

## Estadísticas

### Clubes
Actualizado de acuerdo al último partido jugado el 17 de agosto de 2025.
| Club                      | Div.          | Temporada     | Liga  | Liga  | Liga   | Copas nacionales | Copas nacionales | Copas nacionales | Torneos internacionales | Torneos internacionales | Torneos internacionales | Total | Total | Total  |
| Club                      | Div.          | Temporada     | Part. | Goles | Asist. | Part.            | Goles            | Asist.           | Part.                   | Goles                   | Asist.                  | Part. | Goles | Asist. |
| ------------------------- | ------------- | ------------- | ----- | ----- | ------ | ---------------- | ---------------- | ---------------- | ----------------------- | ----------------------- | ----------------------- | ----- | ----- | ------ |
| C. A. San Pablo Argentina | 4.ª           | 2023-24       | 12    | 1     | 2      | —                | —                | —                | —                       | —                       | —                       | 12    | 1     | 2      |
| C. A. San Pablo Argentina | Total club    | Total club    | 12    | 1     | 2      | 0                | 0                | 0                | 0                       | 0                       | 0                       | 12    | 1     | 2      |
| San Martín (T) Argentina  | 2.ª           | 2025          | 3     | 0     | 0      | —                | —                | —                | —                       | —                       | —                       | 3     | 0     | 0      |
| San Martín (T) Argentina  | Total club    | Total club    | 3     | 0     | 0      | 0                | 0                | 0                | 0                       | 0                       | 0                       | 3     | 0     | 0      |
| Total carrera             | Total carrera | Total carrera | 15    | 1     | 2      | 0                | 0                | 0                | 0                       | 0                       | 0                       | 15    | 1     | 2      |
| 1. 2.                     |               |               |       |       |        |                  |                  |                  |                         |                         |                         |       |       |        |